# Afrikai Exarchátus
Az Afrikai Exarchátus a Bizánci Birodalom észak-afrikai területeket magában foglaló közigazgatási egysége volt a korai középkorban. Létrejötte I. Jusztinianosz Római Birodalmat visszaállítani próbáló, vandálok elleni hadjárataihoz kapcsolódik (6. század közepe). A terület az arab támadások miatt veszett el a Bizánci Birodalom számára a 7. század végén.

## Kialakulása
A Belizár által 533-534-ben vezetett hadjárat visszaszerezte Afrika északnyugati területeit a Bizánci Birodalom számára. A területekből Africa néven praetoriánus prefektúrát szerveztek, melynek székhelye Karthágó volt. Ez a korábbi Africa Proconsularis, Byzacena, Tripolitania, Numidia, Mauretania Caesariensis és Mauretania Sitifensis provinciákat foglalta magában. Az 560-as években a bizánciak elfoglalták a Pireneusi-félsziget déli részét is, melyből Spania néven szerveztek provinciát. A provinciák igazgatásában a polgári és a katonai irányítás elkülönült, így csökkentve egy kormányzó lázadásának lehetőségét. 
Később központtól távol fekvő, nehezebben irányítható és a külső támadásoknak jobban kitett területeken azonban a császárok mégis rákényszerültek a kormányzók hatalmának növelésére. Maurikiosz császár valamikor 585 és 590 között az észak-afrikai területeken létrehozta az exarcha hivatalát, mely a polgári (praefectus praetorio) és a katonai (magister militum) tisztségeket egyesítette. Az exarcha a központi, császári irányítástól viszonylag nagy függetlenséggel rendelkezett. A bizánciak 6. század során visszahódított nyugati területeken két exarchátust szerveztek: Észak-Afrikában, a Karthágó központtal létrehozott Afrikai Exarchátust, Itáliában, Ravenna székhellyel pedig a Ravennai Exarchátust.

## Kiterjedése

I. Jusztiniánusz nyugati hódításai (narancssárgával), az Észak-Afrikai területekből szervezték meg az Afrikai Exarchátust

Az Afrikai Exarchátus a 6. századi észak-afrikai bizánci hódítások területeiből jött létre. Tripolitaniát Egyiptom provinciához csatolták, Mauritania Caesariensisből és Mauritania Sitifensisből pedig létrehozták Mauretania Prima provinciát. Mauretania Secunda provincia a korábbi Mauretania Tingitana területéből lett, amihez a Baleár-szigetek és Spania bizánci partvidéke is hozzákapcsolódott. Miután kb. 624-re a nyugati gótok kiszorították a bizánciakat a Pireneusi-félszigetről, Mauretania Secunda provincia Septem (a mai Ceuta) erődjére zsugorodott. Az Exarchátushoz tartozott még a Baleár-szigetek, Korzika és Szardínia is.

## Irányítása
Az exarcha tisztség első viselője a korábbi afrikai magister militum, Gennadius patrícius volt, aki tisztségéről 598-600 között mondott le. Az exarchákat gyakran a birodalom keleti területeiről helyezték át Afrikába, s még hatalmuk túlzott megerősödése előtt el is távolították őket. A 7. század elején afrikai exarcha volt az idősebb Hérakleiosz, akinek fia később a középkori Bizánc egyik legjelentősebb császára lett. A császár első felesége, Eudoxia egy helyi földbirtokos, Rogas lánya volt.

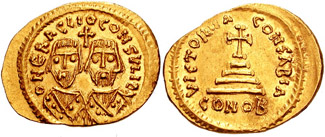
A 608-ból származó arany soliduson idősebb Hérakleiosz és fia látható

A 7. század közepétől, a birodalom közel-keleti területeinek elvesztése után is megmaradt az a szokás, hogy távolról (pl. Örményország) származó, de képzett hivatalnokok töltötték be az afrikai exarcha tisztségét.

## Gazdasága
Korábbi történészek (pl. Charles Dieghi) Észak-Afrika a bizánci  korszakát gazdasági hanyatlással jellemezték, mely a folyamatos berber fenyegetettség miatt alakult ki. Régészeti bizonyítékok azonban inkább azt támasztják alá, hogy az Exarchátus a birodalomnak Egyiptomhoz hasonlóan fontos, gazdag tartománya volt. A többi tartományhoz képest lakossága viszonylag békében élhetett, távolsági kereskedelmet folytatott a Frank Birodalommal. A Bagrada (ma: Medjerda) folyó alföldjén virágzott a mezőgazdaság: gabona, olívaolaj és bor a helyi lakosság igényeinek kielégítésén túl valószínűleg a tengeri kereskedelemben is szerepet játszott. A helyi vezető réteg templomokat építtetett, mozaikokat készíttetett. Azt is a tartomány gazdagsága tette lehetővé, hogy idősebb Hérakleiosz és fia 608-ban fellázadjanak Phókasz császár ellen és afrikai csapataival elfoglalja a császári trónt.

## Bukása
Az Újperzsa Birodalommal vívott harcokban és a vallási vitákban (az ortodox és a monofizita irányzatok kibékítése érdekében Hérakleiosz császár által támogatott monoenergetizmus majd monothelétizmus bevezetésének kísérlete) kimerült Bizánci Birodalmat a 630-as években érte el az arabok támadása. Afrikában Egyiptom, majd 642-643-ban Cyrenaica és Tripolitania keleti része is elveszett Bizánc számára, Karthágót pedig elárasztották a főleg monofizita keleti menekültek, akiknek jelenléte a vallási kérdések kiéleződését is fokozta.
646-ban a magát császárrá kikiáltó Gergely exarcha fellázadt a II. Kónsztansz császár ellen. A felkelés névleg a monothelétizmus ellen irányult, valódi oka azonban inkább az egyre fenyegetőbb arab jelenlét lehetett. Az Exarchátus római és berber lakossága is támogatta a lázadást. Gergely a székhelyét a bizánci ellentámadással lehetőségével fenyegető tengertől távolabb fekvő Sufetulába tette át. 647-ben arabok törtek be az Exarchátus területére, a velük vívott sufetulai csatában Gergely is elesett. Az egyiptomi arab kormányzó, Abdullah ibn Saad által vezetett arab seregek döntő győzelmet arattak a bizánciak felett, ezzel vette kezdetét az Exarchátus bukása és az iszlám vallás megjelenése a térségen.
A csata után az arabok kirabolták az Exarchátust, de az erődökbe visszahúzódó bizánciakkal ekkor még nem bírtak. A következő exarcha, II. Gennadiosz II. Kónsztansz császár megbízható embere volt. Karthágóban fennmaradt a bizánci függés, de az arabok számára is jelentős adót kellett fizetni, ami megkövetelte a lakosság adóinak emelését. a berber törzsek és a déli területek lakói ennek hatására elszakadtak a Birodalomtól. Amikor a császári udvart Szirakúzába áthelyező II. Kónsztansz császár újabb adóemelést kért Afrikától, Gennadiosz azt megtagadta és a császár hivatalnokait száműzte. Erre ifjabb Eleutheriosz vezetésével felkelés tört ki ellene, melyhez a helyi bizánci erők is csatlakoztak. 665-ben Gennadioszt száműzték, Eleutheriosz pedig exarchának nevezte ki magát. Ezt később a császár is megerősítette. Gennadiosz Muávija kalifa segítségével próbálta meg Karthágót visszafoglalni, ám 665 végén az előkészületek közben Alexandriában meghalt.
Az arab támadások ezután is folytatódtak. Ukba ibn Náfi katonai őrhelyeket hozott létre és 671-ben megalapította Kairuán (Kairouan) városát, mely később az iszlám negyedik legszentebb városa lett.. Nyugati felfedezőútjáról visszatérve azonban a bizánciakkal szövetséges berber király, Kusaila (Caecilius) csapatai 682-ben legyőzték a Vescera melletti összecsapásban. Az arab emír is életét vesztette, az arabok kiürítették Kairouant, Egyiptomba vonultak vissza, így az Exarchátus néhány évre fellélegezhetett.
Az arabok 688-ban visszatértek Kairouanba, majd 695-ben elfoglalták Karthágót. Leontiosz császár felmentő serege János patrícius és a későbbi császár, Tiberiosz Apszimar vezetésével 697-ben meglepetésszerű támadásukkal visszavették a várost. Az arab ellentámadás nem késett sokat: 698-ban Hasszán ibn al-Numan 40000 fős sereggel ostromolta meg Karthágót, melynek védelmében a bizánciak mellett a muszlim inváziótól tartó nyugati gót király, Wittiza csapatai is részt vettek. A védők a városból kitörve ütköztek meg az arabokkal, de vereséget szenvedtek. Ezután a falak mögé húzódtak az ostromlók kimerülésében bízva. Az arabok azonban sikeresen oldották meg csapataik utánpótlását, a várost pedig a szárazföld és a tenger felől is rendszeresen támadták. Az ostrom sikerrel zárult, az arabok a várost - a Kr. e. 146-os római pusztításhoz hasonlóan -  földig rombolták (falak lerombolása, ivóvíz-hálózat elvágása, kikötő elpusztítása). A bizánciak kiürítették Észak-Afrikát, Korzikára, Szicíliára és Krétára vonultak vissza, amivel az Exarchátus története véget ért. Az Észak-Afrika nyugati részeit néhány év alatt teljesen elfoglaló arabok 711-ben a Gibraltári-szoroson átkelve megérkeztek Európába.

## Afrikai exarchák
- I. Gennadiosz 591-598
- idősebb Hérakleiosz 598/602-611
- Nikétasz ?-629
- Gergely 641(?)-647/648
- II. Gennadiosz 647/48-665
- ifjabb Eleutheriosz 665-?

## Fordítás
- Ez a szócikk részben vagy egészben  az   Exarchate of Africa című angol Wikipédia-szócikk fordításán alapul.  Az eredeti cikk szerkesztőit annak laptörténete sorolja fel. Ez a jelzés csupán a megfogalmazás eredetét és a szerzői jogokat jelzi, nem szolgál a cikkben szereplő információk forrásmegjelöléseként.